# Conimètre
Un conimètre, ou coniscope,  est un instrument scientifique pour détecter et mesurer les particules en suspension dans l'atmosphère,. Il est utilisé pour en météorologie, dans la discipline nommée coniologie, pour connaître la teneur en noyaux de condensation et de congélation de l'air, qui sont importants dans la formation des précipitations, et en industrie pour connaître le taux de poussière dans une atmosphère suspecte (mines, ateliers, etc.) et qui peuvent nuire à la santé.

## Principe
Inventé par John Aitken en 1892, il s'agit d'un tube tapissé de papier humide et connecté à une pompe par une valve à sens unique,. Le tube est pointé vers une source lumineuse alors que la pompe est actionnée brièvement pour aspirer l'air ambiant dans le tube où se trouve déjà un plus grand volume d'air sans aérosols. Il y a ensuite une décompression rapide qui mène à la saturation de l'air et à la formation de gouttes d'eau sur les poussières contenues dans l'air selon la physique des nuages. La densité de poussières peut donc être mesurée  visuellement par le comptage du nombre de gouttes formées et qui se déposent sur le papier gradué visible par un orifice latéral.